# Natura 2000 en mer
L'expression Natura 2000 en mer désigne la partie marine du réseau européen Natura 2000 que les États membres de l'Union européenne ayant une façade maritime ou des territoires outre-mer doivent mettre en place dans le cadre de la directive habitats, avant la mi-2008 précisait la directive.
Natura 2000 en mer a pour objectif de restaurer et/ou maintenir la diversité biologique de ces milieux, tout en tenant compte des exigences économiques, sociales, culturelles et régionales dans une logique de développement durable (de la pêche notamment).
Il complète la directive Oiseaux de 1979
En France, la désignation des sites marins du réseau 2000 fait partie des plans d’action « mer » et « patrimoine naturel » de la stratégie nationale pour la biodiversité adoptés en 2005, mais elle a pris du retard.

## Définition du réseau, nombre, surface et représentativité des sites à retenir
Ce réseau doit être cohérent, et suffisant, pour les habitats naturels et les espèces d’intérêt communautaire présents dans les zones marines des pays à façade maritime. Dans les eaux de chaque pays, le réseau doit être représentatif et présenter une palette équilibrée des habitats et des espèces visés par la directive, tant en superficie qu'en nombre d'habitats, et qu'en termes de fonctionnalité de zones (zone de reproduction, d’alimentation, de migration. Il doit viser la conservation des structures et des fonctions de l’habitat, et être conçu dans le cadre d'une évaluation globale. Concernant les espèces, leur importance mais aussi les densités de population, et leur degré d’isolement doivent être pris en compte, sur des bases scientifiques).
Il regroupe des sites naturels ou semi-naturels « d'intérêt communautaire » proposés par les états en raison de la « valeur patrimoniale » et de leur intérêt européen (dit « intérêt communautaire », tel que défini par la directive habitats.
Il peut s'agir de sites insulaires, récifaux ou sous-marins, rares au niveau européen, et représentatifs du patrimoine naturel sous-marin sous responsabilité des États membres de l'Union européenne, de par la faune et la flore exceptionnelles qu'ils abritent ou que ces sites favorisent.

La jurisprudence communautaire implique que ce réseau doit s’étendre sur toutes les zones où s’exercent des droits souverains des États côtiers, c’est-à-dire :
- les eaux territoriales ;
- la zone économique exclusive ;
- le plateau continental.

Seuls des critères et motivations scientifiques doivent présider à la sélection des sites Natura 2000 et à la définition de leur périmètre.

Les exigences économiques, sociales, culturelles ainsi que les particularités régionales et locales sont prises en compte, mais ensuite dans les processus de gouvernance et de gestion des sites, et notamment à l'occasion de la définition des mesures de conservation des habitats et des espèces, dans le cadre des documents d’objectifs (DOCOB).

## Développement durable
Ce réseau, notamment en raison des perspectives de réchauffement climatique et parce qu'il abrite de nombreuses frayères, supports et abris essentiels pour la survie de la faune marine a également une grande importance pour la restauration et une gestion durable des ressources halieutiques;
Il peut localement inclure des corridors biologiques sous-marins éléments nécessaires mais encore peu étudiés de la Stratégie paneuropéenne pour la protection de la diversité biologique et paysagère qui vise la création d'un réseau écologique paneuropéen cohérent.

### Situation en 2008
Chaque état-membre ayant une façade littorale devait, pour son propre territoire maritime, désigner avant la fin 2008, un réseau cohérent et suffisant d'habitats naturels et d'espèces d’intérêt communautaire présents dans l’espace maritime, avant mi-2008.
Pour les aider, la commission européenne a publié un « guide d’application de Natura 2000 en mer » précisant : 
- les aspects juridique et politique (directive cadre sur l’eau, politique maritime européenne, convention régionales et internationales… ) ;
- les définitions et recensement (par pays) des habitats et des espèces d’importance communautaire ;
- les éléments permettant de localisation, évaluer et de sélectionner des sites ;
- les mesures de gestion à y proposer et les liens avec la politique communautaire de la pêche.

Les commissions HELCOM, OSPAR, et le groupe de coopération trilatérale Waddensea sont associés à une partie des démarches comme observateurs ou force de proposition, ainsi que diverses ONG (Greenpeace, WWF). Ces organismes sont également impliqués dans la réflexion pour une transition vers des pratiques de pêche plus durables portant notamment sur la limitation des dégâts des chaluts de fond (turbidité, dégradation de l'habitat benthique, captures accessoires...), des modes de pêche alternatifs, les moyens de diminuer les prises accidentelles d'oiseaux de mer et de cétacés (marsouins notamment), avec une directive européenne imposant l'usage de pingers (répulseurs pour cétacés) dans certaines pêcheries.
Les impacts différés dans l'espace et le temps des extractions sous-marines de sable et de gravier sont aussi en discussion, de même que les impacts de la pollution sonore sous-marine, et l'omniprésence des déchets en mer.
Le rôle des aires marines protégées (AMP), comme outils de conservation pouvant limiter les activités destructrices et l'important de préserver les écosystèmes marins sont également discutés. Des échanges d'expérience se font avec d'autres pays (l'Australie qui protège sa Grande Barrière de corail, le Canada qui a récemment protégé un grand canyon sous-marin dit « The Gully » (« Le ravin ») en Atlantique Nord-Ouest et le Portugal qui étudie la création à grande échelle de réserves naturelles pour les oiseaux marins. Une question qui ne fait pas encore consensus est celle de la surface minimale des AMP et du réseau pour atteindre ses objectifs de conservation (protection de la biodiversité par la protection d'un réseau de ses habitats vitaux).

## Année 2010, année de la biodiversité
Pour l'année internationale de la biodiversité, l'Europe s'était engagée à compléter le réseau Natura 2000, dont en mer.
Le Danemark a dans ce cadre classé en Natura 2000 de vastes sites marins, dont le Sydlige Nordsø (pour la conservation du marsouin (Phocoena phocoena). L'Espagne a ajouté le site El Cachucho, banc offshore et mont sous-marin de la mer Cantabrique à fin notamment de protéger une biodiversité exceptionnelle, incluant plusieurs éponges géantes récemment découvertes. La France a notamment classé une partie de l'estuaire de la Loire. Début 2011, le réseau Natura 2000 incluait plus de 130 000 km2 de mers et océans « européens » ; Ces sites marins comptent pour plus de 50 % de la surface ajoutée en 2010 (plus de 17 500 km2).

## En France
La loi sur l’eau et les milieux aquatiques a été modifiée pour permettre une pleine application en mer et un régime de gouvernance particulier a été créé pour les sites Natura 2000 étant essentiellement marins et où seul l’État exerce des droits souverains. Cette loi permet aux professionnels et à certains usagers des ressources marines le bénéfice d’une gestion contractuelle des sites Natura 2000.
Les préfets ont en novembre 2007 lancé, sur des bases scientifiques, les procédures de désignation avec les DIREN et collectivités et acteurs de la mer, sur 96 secteurs considérés comme pertinents par le Muséum national d'histoire naturelle de Paris avec un triple objectif ; le Muséum a diffusé une liste de soixante espèces d’oiseaux marins justifiant la désignation de zones de protection spéciale.
1. retenir l’espace biologiquement nécessaire à la conservation des habitats et des espèces, en justifiant chaque site et en le considérant comme une « unité écologiquement fonctionnelle » ;
2. envisager les unités de gestion pour un découpage cohérent des sites, en veillant au respect des exigences scientifiques, que chaque site représentera une unité de gestion, au regard des règles fixées par le code de l’environnement ;
3. entourer la définition des périmètres des sites de toutes les expertises et de la concertation, dans le respect des exigences scientifiques fixées par les directives communautaires.

La gestion devant ensuite prendre en compte les exigences économiques, sociales, culturelles en jeu.

face au retard accumulé par plusieurs pays, la Commission a en 2007 et 2008 engagé les États-Membres à rattraper leur retard et combler leurs lacunes scientifiques et encore améliorer la représentativité du réseau marin.
La France devrait tenir une place de premier plan dans ce réseau car le plateau continental français et ses 3 mers abrite de nombreux habitats rares et fragiles dont des colonies de coraux d’eaux froides, des herbiers, et diverses espèces protégées de mammifères marins, d'oiseaux marins ainsi que des poissons amphihalins (Esturgeon, Grande alose…). 75 % des habitats naturels littoraux de l’annexe 1 de la directive « Habitats » sont répertoriés en France. La responsabilité internationale de ce pays est donc majeure pour la conservation des espèces et habitats marins, d'autant plus qu'il s'agit du second pays au monde si l'on prend en compte ses "possessions" outre-mer.
Processus français de désignation : Il est basé sur un pilotage par le préfet maritime et/ou le préfet de département, selon leurs compétences respectives (selon que le site soit marin ou pour partie terrestre). La concertation se fait avec des représentants de l’ensemble des acteurs et usagers de la mer et le cas échéant avec les collectivités concernées quand un site comporte une partie terrestre. Elle porte notamment sur les objectifs de gestion (conservatoire ou restauratoire) qui sont discutés au sein d'un Comité de pilotage (COPIL) et des réunions d’élaboration du document d’objectifs (DOCOB), avec la volonté de tenir compte des « aspirations écologiques, économiques, culturelles ou sociales » des parties prenantes.
La gestion : Elle est cadrée par le DOCOB qui comporte des orientations de gestion et un volet opérationnel (cf.R414.11) incluant :
- une analyse de l’état initial de conservation ;
- une carte de localisation des habitats naturels et des espèces qui ont justifié la désignation du site dans le réseau marin de Natura 2000 ;
- une liste et analyse des activités humaines s’exerçant (au regard de leurs éventuels impacts) sur le site ;
- les objectifs de développement durable pour le site ;
- des propositions de mesures (hiérarchisées) pour atteindre ces objectifs ;
- un chapitre sur le suivi et d’évaluation (des mesures de gestion, et de l’état de conservation des habitats naturels et des espèces).

Des modalités d’actions contractuelles sont prévues, inspirées de celles qui existent pour les sites terrestres (contrats et chartes Natura 2000) mais à adapter à Natura 2000 en mer.
Fin 2008, avec quelques mois de retard, 76 sites marins nouveaux (soit 24 000 km2, sur 320 000 km2 d'espace marin métropolitain) étaient légalement intégrés au réseau Natura 2000 en mer et quatre projets de parc naturel marin et trois de parc national (Le parc national des Calanques pourrait être le premier créé). Le ministre a insisté sur le fait que « pour conserver les écosystèmes et les espèces, il faut jouer sur les deux tableaux : protéger les espaces naturels les plus remarquables et représentatifs, mais aussi les espaces naturels qui les relient, afin de permettre la circulation des espèces » .
Plusieurs secteurs sont apparus pertinents pour compléter la proposition de réseau Natura 2000, selon l’analyse effectuée par le Muséum national d'histoire naturelle, en liaison avec son réseau d’experts. (circulaire MEDAD… ). Le Grenelle de la mer a contribué à quelques propositions complémentaires en 2009, et la Trame verte et bleue française issue du Grenelle de l'Environnement devrait conforter la cohérence du réseau par la mise en place d'un maillage de corridors biologiques, via le SRCE que les préfets et régions doivent initier en 2011.
De nouveaux sites marins pour la région atlantique ont été ajoutés en 2010/2011, dont une partie de l'estuaire de la Loire (680 km2) avec des récifs d'eau froide et bancs de sable écologiquement importants (zone de nourrissage et de croissance pour les juvéniles de nombreuses espèces, point d'étape les grands migrateurs, dont le saumon atlantique (Salmo salar) et la Grande alose (Alosa alosa).
Le réseau est aujourd'hui complété au large par la désignation de huit nouveaux sites après un important travail de concertation, réunissant les services de l’État, les scientifiques ainsi que les acteurs socio-économiques. les 224 sites (DHFF et DO) représentent en superficie 34 % de la zone économique exclusive de métropole.
Le projet Marha
Le projet Marha, partie prenante du programme européen Life, a pour objectif d’améliorer l’état de conservation des habitats naturels marins tout en mobilisant l’ensemble des parties prenantes de Natura 2000 en mer et en utilisant différentes sources de financements. Il intervient sur tous les leviers nécessaires à l’atteinte de cet objectif : gouvernance, sensibilisation, formation, acquisition et gestion des données, mesures de gestion…
Ce projet intégré porte sur huit ans (2018-2025), concerne 162 sites Natura 2000 en mer et dispose d'un budget propre de 22 millions d'euros.

## Perspectives
- Tout futur projet (terrestre ou marin) étant susceptible d'avoir un impact notable sur les habitats ou espèces protégées par le réseau marin de Natura 2000 devra, comme sur terre, faire l’objet d’une évaluation des incidences. Si des mesures de réduction suffisante des impacts ne peuvent être trouvées, « le projet ne peut être autorisé, sauf dérogation pour des raisons impératives d’intérêt public ».
- En France, une trame bleu marine proposée par le Grenelle de la mer pourrait contribuer à renforcer ou rendre plus cohérent le Réseau Natura 2000 en mer.

#### Documents officiels
- (fr) Texte en français de la directive habitats faune flore
- [PDF](en) Manuel d'interprétation des habitats de l'Union de l'Europe des 27
- (fr) « Calendrier français »(Archive.org • Wikiwix • Archive.is • Google • Que faire ?) (consulté le 6 mai 2013)
- (fr) « Dossier d'information générale »(Archive.org • Wikiwix • Archive.is • Google • Que faire ?) (consulté le 6 mai 2013)
- (fr) « Espèces d'oiseaux pouvant justifier la désignation de sites »(Archive.org • Wikiwix • Archive.is • Google • Que faire ?) (consulté le 6 mai 2013)
- (en + es + de + fr + it) Lettre d'informations Natura 2000
- (en) « Baromètre Natura 2000 », section Natura 2000 du site officiel de la Commission européenne
- (en) Lignes directrices pour l'établissement du réseau Natura 2000 dans le milieu marin ; Commission européenne

#### Autres sites et documents d'information
- (fr) « Natura 2000 sur le site du Ministère de l'Écologie, de l'Énergie, du Développement durable et de l'Aménagement du territoire »(Archive.org • Wikiwix • Archive.is • Google • Que faire ?) (consulté le 6 mai 2013)
- (fr) Cahiers d'habitats et cahiers d'espèces pour la France
- (fr) « Kiosque Natura 2000 »(Archive.org • Wikiwix • Archive.is • Google • Que faire ?) (consulté le 6 mai 2013) de l'Atelier technique des espaces naturels français
- (fr) Cartographie française des ZPS (directive Oiseaux) et des SIC (directive Habitats) du réseau Natura 2000, pour le littoral, Observatoire du littoral
- (en + fr) Eurosite Natura 2000, site européen d'information sur l'environnement, section Natura 2000
- (en) Natura.org : Site européen de présentation des initiatives de gestion ou de sensibilisation menées sur des sites du réseau Natura 2000. Contient une liste d'exemples de sites Natura 2000 à travers l'Europe.
- (fr) Annuaire de DOCOB consultables en ligne sur le site de l'Atelier technique des espaces naturels français

#### Sites internet Natura 2000 des États membres concernés (à façade maritime) de l'Union européenne
- Allemagne (de) Natura 2000 en Allemagne (voir aussi le site Natura 2000 de l'Office fédéral pour la protection de la nature)
- Belgique (fr) Natura 2000 en Belgique (Wallonie)
- Danemark (da) Natura 2000 au Danemark
- Espagne (es) Natura 2000 en Espagne
- Estonie (ekk) Natura 2000 en Estonie
- Finlande (en) « Finnish Association for Nature Conservation »(Archive.org • Wikiwix • Archive.is • Google • Que faire ?)
- France (fr) Portail du réseau Natura 2000 en France
- Grèce (en) Ministère hellénique de l'Environnement
- Irlande (en) National Parks and Wildlife Service - Natura 2000
- Italie (it) Natura 2000 en Italie
- Lettonie (lv) « Natura 2000 en Lettonie »(Archive.org • Wikiwix • Archive.is • Google • Que faire ?) ((en) « version anglaise »(Archive.org • Wikiwix • Archive.is • Google • Que faire ?))
- Pologne (pl) Natura 2000 en Pologne
- République tchèque (cs) Natura 2000 en République tchèque
- Roumanie (ro) Natura 2000 en Roumanie
- Royaume-Uni (en) La section des sites protégés du gouvernement britannique
- Slovénie (sl) Natura 2000 en Slovénie
- Suède (sv) Natura 2000 en Suède

#### Cartes
- [image] Carte des sites d'importance communautaire (SIC) de l'Union européenne, septembre 2006 (haute définition)
- [image] Carte des zones de protection spéciales de l'Union européenne, septembre 2006 (haute définition)
- [image] Carte des sites Natura 2000 (SIC+ZPS) de l'Union européenne, septembre 2006 (haute définition)

## Sources

## Compléments